# Alcis semiclarata
Alcis semiclarata är en fjärilsart som beskrevs av Walker 1862. Alcis semiclarata ingår i släktet Alcis och familjen mätare. Inga underarter finns listade i Catalogue of Life.